# Ptilotus spathulatus
Ptilotus spathulatus là loài thực vật có hoa thuộc họ Dền. Loài này được (R. Br.) F. Muell. miêu tả khoa học đầu tiên năm 1874.